# Kevin Reynolds (patinador)
Kevin Reynolds (North Vancouver, Colúmbia Britânica, 23 de julho de 1990), é um ex-patinador artístico canadense, que competiu no individual masculino. Ele foi campeão do Campeonato dos Quatro Continentes de 2013, medalhista de bronze no Campeonato dos Quatro Continentes de 2010, e por seis vezes medalhista do Campeonato Canadense (quatro medalhas prata e duas de bronze). Nos Jogos Olímpicos de Inverno de 2014 em Sóchi, Reynolds recebeu a medalha de prata na competição por equipes, e terminou na décima quinta posição no individual masculino.

## Principais resultados
| Resultados | Resultados      | Resultados    | Resultados       | Resultados    | Resultados        | Resultados    | Resultados    | Resultados        | Resultados    | Resultados       | Resultados       | Resultados       | Resultados    | Resultados        | Resultados        | Resultados    | Resultados    |
| Internacional | Internacional   | Internacional | Internacional    | Internacional | Internacional     | Internacional | Internacional | Internacional     | Internacional | Internacional    | Internacional    | Internacional    | Internacional | Internacional     | Internacional     | Internacional | Internacional |
| Evento/Temporada | 2002– 2003      | 2003– 2004    | 2004– 2005       | 2005– 2006    | 2006– 2007        | 2007– 2008    | 2008– 2009    | 2009– 2010        | 2010– 2011    | 2011– 2012       | 2012– 2013       | 2013– 2014       | 2014– 2015    | 2015– 2016        | 2016– 2017        | 2017– 2018    | 2018– 2019    |
| --- | --------------- | ------------- | ---------------- | ------------- | ----------------- | ------------- | ------------- | ----------------- | ------------- | ---------------- | ---------------- | ---------------- | ------------- | ----------------- | ----------------- | ------------- | ------------- |
| Jogos Olímpicos |                 |               |                  |               |                   |               |               |                   |               |                  |                  | 15.º             |               |                   |                   |               |               |
| Campeonato Mundial |                 |               |                  |               |                   |               |               | 11.º              | 20.º          | 12.º             | 5.º              | 11.º             |               |                   | 9.º               |               |               |
| Campeonato dos Quatro Continentes |                 |               |                  |               |                   |               |               | Medalha de bronze | 11.º          | 8.º              | Medalha de ouro  |                  |               | 11.º              | 12.º              | 7.º           |               |
| GP Cup of China |                 |               |                  |               |                   |               |               | 8.º               |               | 7.º              | 5.º              |                  |               |                   |                   | 8.º           |               |
| GP NHK Trophy |                 |               |                  |               |                   |               | 4.º           |                   |               |                  | 6.º              |                  | WD            |                   |                   |               | 11.º          |
| GP Rostelecom Cup |                 |               |                  |               |                   | 8.º           |               |                   |               |                  |                  |                  |               |                   |                   |               |               |
| GP Skate America |                 |               |                  |               |                   | 9.º           | 4.º           | 6.º               |               |                  |                  |                  |               |                   |                   | 9.º           | 11.º          |
| GP Skate Canada International |                 |               |                  |               |                   |               |               |                   | 4.º           |                  |                  |                  | WD            |                   | Medalha de bronze |               |               |
| GP Trophée Éric Bompard |                 |               |                  |               |                   |               |               |                   | 4.º           | WD               |                  |                  |               |                   |                   |               |               |
| CS Autumn Classic International |                 |               |                  |               |                   |               |               |                   |               |                  |                  |                  | 6.º           |                   |                   |               | 8.º           |
| CS Finlandia Trophy |                 |               |                  |               |                   |               |               |                   |               |                  |                  |                  |               |                   |                   | 11.º          |               |
| CS Ondrej Nepela Memorial |                 |               |                  |               |                   |               |               |                   |               |                  |                  |                  |               |                   | Medalha de prata  |               |               |
| Gardena Spring Trophy |                 |               |                  |               |                   |               |               |                   |               |                  |                  |                  |               | Medalha de prata  |                   |               |               |
| Ondrej Nepela Memorial |                 |               |                  |               |                   |               |               |                   |               |                  | 4.º              |                  |               |                   |                   |               |               |
| Sportland Trophy |                 |               |                  |               |                   |               |               |                   |               |                  |                  |                  |               | Medalha de ouro   |                   |               |               |
| Internacional – Júnior |                 |               |                  |               |                   |               |               |                   |               |                  |                  |                  |               |                   |                   |               |               |
| Campeonato Mundial Júnior |                 |               |                  | 7.º           | 5.º               | 6.º           | 9.º           |                   |               |                  |                  |                  |               |                   |                   |               |               |
| JGP JGP Final |                 |               |                  |               | Medalha de bronze |               |               |                   |               |                  |                  |                  |               |                   |                   |               |               |
| JGP JGP Andorra |                 |               |                  | 4.º           |                   |               |               |                   |               |                  |                  |                  |               |                   |                   |               |               |
| JGP JGP Croácia |                 |               |                  | 8.º           |                   |               |               |                   |               |                  |                  |                  |               |                   |                   |               |               |
| JGP JGP Estados Unidos |                 |               | 5.º              |               |                   |               |               |                   |               |                  |                  |                  |               |                   |                   |               |               |
| JGP JGP México |                 |               |                  |               | Medalha de ouro   |               |               |                   |               |                  |                  |                  |               |                   |                   |               |               |
| JGP JGP Taipé Chinesa |                 |               |                  |               | Medalha de prata  |               |               |                   |               |                  |                  |                  |               |                   |                   |               |               |
| Internacional – Noviço |                 |               |                  |               |                   |               |               |                   |               |                  |                  |                  |               |                   |                   |               |               |
| Triglav Trophy | Medalha de ouro |               |                  |               |                   |               |               |                   |               |                  |                  |                  |               |                   |                   |               |               |
| Nacional |                 |               |                  |               |                   |               |               |                   |               |                  |                  |                  |               |                   |                   |               |               |
| Campeonato Canadense |                 |               |                  | 9.º           | 11.º              | 6.º           | 4.º           | Medalha de bronze | 4.º           | Medalha de prata | Medalha de prata | Medalha de prata | WD            | Medalha de bronze | Medalha de prata  | 5.º           |               |
| Campeonato Canadense – Júnior |                 | 4.º           | Medalha de prata |               |                   |               |               |                   |               |                  |                  |                  |               |                   |                   |               |               |
| Campeonato Canadense – Noviço | Medalha de ouro |               |                  |               |                   |               |               |                   |               |                  |                  |                  |               |                   |                   |               |               |
| Equipes |                 |               |                  |               |                   |               |               |                   |               |                  |                  |                  |               |                   |                   |               |               |
| Jogos Olímpicos |                 |               |                  |               |                   |               |               |                   |               |                  |                  | 2T/2P            |               |                   |                   |               |               |
| Troféu Mundial por Equipes |                 |               |                  |               |                   |               |               |                   |               | 3T/8P            | 2T/3P            |                  |               |                   | 4.º 4T/10P        |               |               |
| |                 |               |                  |               |                   |               |               |                   |               |                  |                  |                  |               |                   |                   |               |               |
| Legenda: GP = Grand Prix; CS = Challenger Series; JGP = Grand Prix Júnior; WD = Abandonou; T = Posição da equipe; P = Posição individual; Competição não foi disputada nesta temporada; Competição não fez parte do GP/CS; Competição fez parte do GP/CS |                 |               |                  |               |                   |               |               |                   |               |                  |                  |                  |               |                   |                   |               |               |